# CO2-Preis

Weltweite CO_{2}-Preissysteme (2021):
CO_{2}-Emissionshandel eingeführt oder geplant
CO_{2}-Steuer eingeführt oder geplant
CO_{2}-Emissionshandel oder CO_{2}-Steuer erwogen

Ein CO2-Preis, auch Kohlenstoffpreis, ist ein marktbasiertes Instrument der Umweltpolitik zur Senkung von CO2-Emissionen. Jede Tonne emittiertes CO2 erhält einen Preis – sei es durch die Pflicht zur Abgabe eines Zertifikates aus einem Emissionshandel oder durch eine Steuer. Emissionen verursachen somit Kosten; klimaschädliche Produkte werden teurer, klimafreundliche Alternativen im Vergleich preislich attraktiver. Dadurch haben die Marktteilnehmer einen Anreiz, die klimafreundlichen Alternativen zu wählen und so den durch sie verursachten CO2-Ausstoß zu reduzieren.
Im Jahr 2023 wurden knapp 25 % der weltweiten Treibhausgasemissionen durch CO2-Bepreisung abgedeckt, nachdem es 2019 einen erheblicher Anstieg auf 19 % aufgrund der Einführung des chinesischen CO2-Handelssystems gegeben hatte. Zu den Regionen mit CO2-Preisen gehören die Europäische Union und Kanada. Andererseits haben Top-Emittenten wie Indien, Russland, die Golfstaaten und viele US-Bundesstaaten noch keinen CO2-Preis eingeführt. Im Jahr 2023 generierte die CO2-Bepreisung weltweit Einnahmen in Höhe von 104 Milliarden US-Dollar.
Es besteht ein breiter wissenschaftlicher Konsens, dass ein weltweiter CO2-Preis ein effektives und effizientes Instrument zum Bekämpfen des Klimawandels ist. Laut dem IPCC wäre ein Preisniveau von 135–5.500 US-Dollar im Jahr 2030 und 245–13.000 US-Dollar pro Tonne CO2 im Jahr 2050 nötig, um das 1,5°C-Ziel zu erreichen. Viele CO2-Preissysteme, einschließlich des Emissionshandelssystems in China, bleiben derzeit unter 10 US-Dollar pro Tonne CO2. Eine Ausnahme bildet der EU-Emissionshandel, der 100 € pro Tonne CO2 ($118) im Februar 2023 überschritten hat.

## Definition
Der CO2-Preis ist ein marktbasiertes Instrument der Umweltpolitik zur Senkung von CO2-Emissionen. Direkte CO2-Preise sind so gestaltet, dass sie proportional zu den CO2-Emissionen der von ihnen umfassten Aktivitäten bzw. Produkte sind. Demgegenüber spricht man von einer indirekten CO2-Bepreisung, wenn sie nicht direkt an den CO2-Emissionen ansetzt, sondern auf anderem Weg ein CO2-Preissignal bewirkt, beispielsweise eine Menge an Kraftstoff besteuert oder Kraftstoffsubventionen abbaut.
Man unterscheidet bei direkten CO2-Preisen im Wesentlichen zwei Formen von Preissystemen: eine Steuer und den Emissionshandel. Es gibt auch hybride Formen. Gemeinsam ist allen Formen, dass sie einen CO2-Preis etablieren, der die Kosten des durch die Emissionen verursachten Klimawandels in die Marktpreise einbeziehen soll. Er soll so das Problem der negativen externen Effekte von CO2-Emissionen lösen.

### Emissionsrechtehandel

Preisentwicklung verschiedener Emissionsrechtehandelssysteme in Euro pro Tonne CO_{2}

Der Emissionsrechtehandel (ETS) ist eine mögliche Form der CO2-Bepreisung. Dabei verteilt oder verkauft eine zentrale Behörde eine begrenzte Anzahl von Zertifikaten, die zur Emission einer bestimmten Menge eines Schadstoffs über einen definierten Zeitraum berechtigen. Verursacher von Emissionen müssen am Ende des Zeitraums Zertifikate in Höhe ihrer Emissionen vorweisen. Der Emissionsrechtehandel ist eine Mengenlösung – der Staat definiert eine Höchstmenge an Emissionen und der Markt findet dann den angemessenen Preis. Der Emissionshandel hat eine hohe ökologische Treffsicherheit, da das Emissionsziel sicher erreicht wird, jedoch sind die Preise abhängig von den Marktentwicklungen.
In der Praxis führte der EU-Emissionshandel von 2005 bis 2009 zu einem relativ hohen CO2-Preis, der jedoch später durch ein Überangebot während der Weltfinanzkrise untergraben wurde. Die jüngsten politischen Änderungen haben seit 2018 zu einem steilen Anstieg des CO2-Preises geführt.

### CO2-Steuer
Die CO2-Steuer ist eine weitere Form der CO2-Bepreisung. Die Steuer kommuniziert die Kosten für die verursachten Klimafolgen an alle Marktteilnehmer durch ein deutliches Preissignal. Der Nachteil einer Steuer sind jedoch unvollständige Informationen bei der Festlegung der Höhe (Theorie des Zweitbesten). Zudem müsste eine Steuer regelmäßig angepasst werden und wird durch jedes Land einzeln bestimmt.

### Hybride Systeme
Es existieren auch hybride Lösungen der CO2-Bepreisung. Dabei handelt es sich in der Regel um Emissionshandelssysteme die Preisgrenzen d. h. Unter- und Obergrenzen enthalten. Soweit der Preis durch diese Grenzen kontrolliert wird, kann er als Steuer betrachtet werden.

## Grundlagen
Der wissenschaftliche Konsens zum Klimawandel besagt, dass die vom Menschen verursachten Treibhausgasemissionen die Hauptursache für den Klimawandel sind. Mit zunehmenden Treibhausgaskonzentrationen nehmen die Risiken und Schäden durch die Erderwärmung zu. Es gibt zahlreiche Versuche, die Schäden, die die Emission einer zusätzlichen Tonne CO2 oder anderer Treibhausgase verursacht, ökonomisch zu bewerten. Diese Kostenschätzungen, die als soziale Kohlenstoffkosten bezeichnet werden, gehen weit auseinander, wobei jüngere Schätzungen tendenziell auf höhere Werte kommen. Das Umweltbundesamt schätzte 2018 die Kosten auf 180 Euro. Je mehr sich die Erde aufheizt, umso schlechter lassen sich die Folgen einschätzen. Es drohen zudem Kipppunkte überschritten zu werden, die zu Klimazuständen mit unkalkulierbaren Folgen führen, wie es sie in der Geschichte der Menschheit noch nicht gegeben hat.
Um eine gefährliche Störung des Klimasystems zu vermeiden, haben sich fast alle Staaten der Erde im Pariser Übereinkommen darauf geeinigt, die Erderwärmung auf deutlich unter zwei Grad, möglichst 1½ Grad zu begrenzen. Das bedeutet, dass die Treibhausgaskonzentrationen stabilisiert und somit die Emissionen auf nahezu Null verringert werden müssen; in den meisten Szenarien sind zusätzlich negative Emissionen zur Einhaltung der Temperaturziele vonnöten. Die Aufnahmekapazität der Atmosphäre als Deponie für langlebige Treibhausgase ist also sehr begrenzt. Die noch verbleibende Restmenge an emittierbaren Treibhausgasen ist das sogenannte CO2-Budget. Bei einem im Jahr 2017 durchschnittlichen Ausstoß von ca. 40 Gigatonnen CO2-Äquivalent pro Jahr (GtCO2e/a) verbleiben der Menschheit ab diesem Jahr im Falle einer ausbleibenden Veränderung des Ausstoßes je nach angenommenem CO2-Budget noch etwa 20 bis 30 Jahre, bis dieses Budget ausgeschöpft ist.
Weil aber diejenigen, die die Emission von Treibhausgasen verursachen, nicht nach dem Verursacherprinzip die vollen Kosten der Folgeschäden ihrer eigenen Emissionen tragen, sondern nur einen Bruchteil, und sie die Kosten zumeist nicht einmal genau kennen, berücksichtigen sie diese so genannten externen Effekte kaum in ihren Entscheidungen. Darüber hinaus ist es für einzelne Akteure irrational, Treibhausgasemissionen auf eigene Kosten zu mindern (Tragik der Allmende). Um dieses Marktversagen zu beheben, kann die Knappheit der atmosphärischen Deponie durch einen Preis auf die Emission einer Tonne CO2 oder anderer Treibhausgase signalisiert werden. Marktteilnehmer werden dann, so die ökonomische Theorie, die Folgeschäden bzw. Begrenztheit des CO2-Budgets in ihren Entscheidungen berücksichtigen und eher technische aber auch Verhaltensalternativen wählen, die weniger Emissionen verursachen. Unternehmen erhalten einen Anreiz, emissionsarme Alternativen zu entwickeln und auf den Markt zu bringen.

## Geschichte
Der Emissionshandel wurde Ende der 1960er Jahre von den Ökonomen Crocker und Dales entwickelt. In der EU hatte man zunächst auf eine CO2-Steuer gesetzt, die jedoch Einstimmigkeit vorausgesetzt hätte. Mit dem Kyoto-Protokoll hat sich dann das Emissionshandels-System weltweit durchgesetzt. Bislang existieren weltweit 17 unterschiedliche Emissionshandels-Systeme.
Es gibt jedoch die Möglichkeit, dass sich zunächst eigenständig entstandene Emissions-Systeme zusammenschließen. Vorreiter bei der Einführung eines Emissions-Zertifikate-Handels ist die EU. In anderen Regionen, z. B. den USA und in China gibt es bislang nur lokale Initiativen. Die Bundesregierung unterstützt die Weltbank-Initiative Carbon Pricing Leadership Coalition, zu der sich inzwischen mehr als 20 Staaten zusammengeschlossen haben. Großbritannien hat im April 2015 einen CO2-Mindestpreis von ca. 30 Euro pro Tonne eingeführt, um Investoren Planungssicherheit zu bieten und um einen Anreiz zu geben, in kohlendioxidarme Technologien zu investieren. Von den mehr als 70 CO2-Preis Regimen, die in verschiedenen Ländern und Regionen angewendet werden, wurden 21 wissenschaftlich auf ihre Wirksamkeit untersucht. Für mindestens 17 können Emissionsreduktionen festgestellt werden. Diese liegen zwischen 5 % und 21 %.
Die Gerechtigkeitslücke zwischen Nord und Süd bzw. arm und reich bei einem hohen CO2-Preis und einer Klimadividende wurde bei den UN-Klimakonferenzen und bereits 2009 auf der Klimakonferenz in Kopenhagen zu einem Verhandlungsthema zwischen den globalen Vertragsparteien und Interessengruppen.

## Gestaltung
Bei der Gestaltung eines CO2-Preissystems gibt es unabhängig davon, ob es sich um einen Emissionshandel oder eine Steuer handelt, eine Reihe von Möglichkeiten.

### Höhe

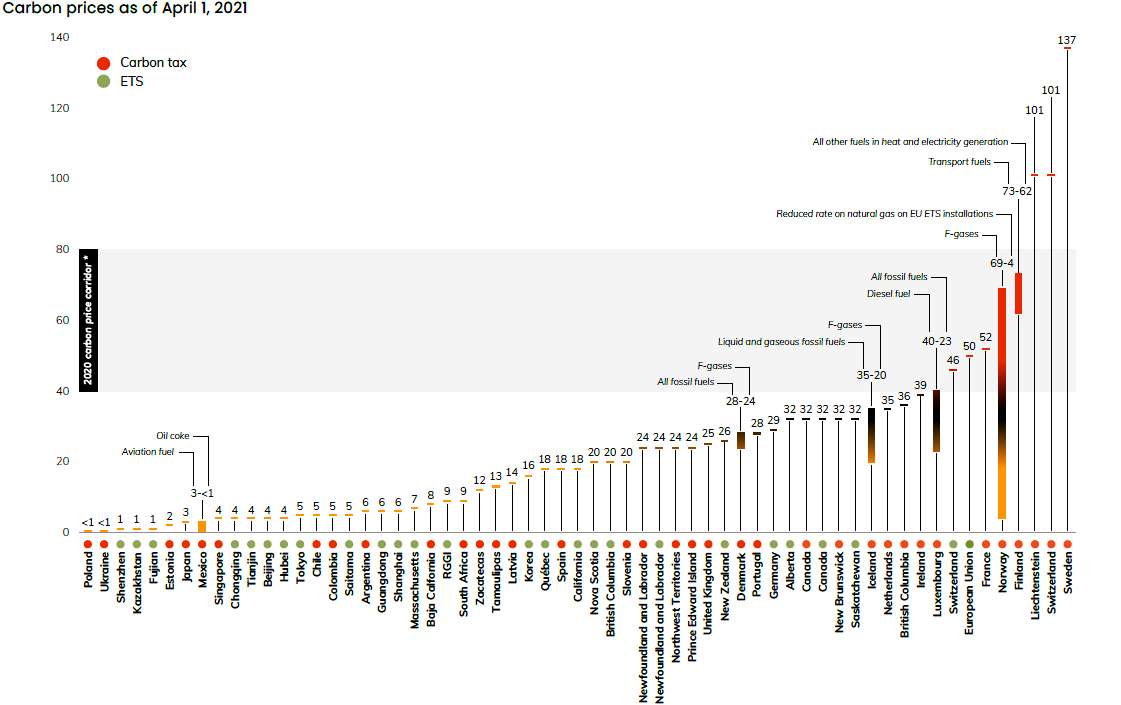
CO_{2}-Preise verschiedener Länder 2021

In der ökonomischen Theorie würde global die optimale volkswirtschaftliche Wohlfahrt erreicht werden, wenn die externen Kosten der Erderwärmung weltweit vollständig durch eine Bepreisung internalisiert werden. D. h., die durch die Emission von Treibhausgasen verursachten und in Geldeinheiten bewerteten Schäden (Social Cost of Carbon, SCC) müssten gemäß dem Verursacherprinzip vollständig von den Emittenten getragen werden. Diese würden dann theoretisch ihre Emissionen auf das volkswirtschaftlich optimale Niveau reduzieren. Würde man diesen Ansatz mit einer CO2-Steuer realisieren, wäre dies eine Pigou-Steuer. In der Praxis ist dieser Ansatz mit vielfältigen Schwierigkeiten verbunden, darunter Probleme der Bewertung von heutigem und künftigem Leben und Gesundheit oder von Ökosystemen oder die Tatsache, dass ein global einheitlicher CO2-Preis kaum zu erreichen ist.
Fast alle Staaten der Welt haben sich im Übereinkommen von Paris stattdessen auf Temperaturgrenzen geeinigt: Die Erwärmung soll auf deutlich unter 2 °C, möglichst 1,5 °C begrenzt werden (siehe 1,5 °C-Ziel, Zwei-Grad-Ziel). Den Unterzeichnerstaaten steht es frei, mit welchen Maßnahmen sie ihre nationalen Beiträge zur Einhaltung der Temperaturziele umsetzen, CO2-Bepreisung nach dem Preis-Standard-Prinzip ist eine Möglichkeit. Das Intergovernmental Panel on Climate Change gibt im Sonderbericht 1,5 °C globale Erwärmung ein notwendiges Preisniveau von 135–5.500 US-Dollar im Jahr 2030 und 245–13.000 US-Dollar pro Tonne CO2 im Jahr 2050 an, um das 1,5°C-Ziel allein mit dem Instrument Bepreisung von Treibhausgasen zu erreichen. Dabei handelt es sich um die marginalen CO2-Vermeidungskosten. Die großen Preisspannen erklären sich aus unterschiedlichen Modellannahmen, etwa hinsichtlich der verwendeten Methodologien, voraussichtlicher Energiebedarfe, Minderungszielen, Kraftstoffpreisen und der Technologieverfügbarkeit von klimaneutralen Alternativen.
Der Preis entsteht bei einer CO2-Steuer und einem Emissionshandel auf unterschiedliche Weise: Bei eine CO2-Steuer setzt der Staat direkt den Preis, die Emissionsmenge ist unsicher und ergibt sich durch die Reaktion der Marktteilnehmer. In einem Emissionshandel wird die Menge der Emissionen, das cap, durch den Staat festgelegt, hier sind die Preise unsicher und stellen sich durch den Handel der Marktteilnehmer mit den Emissionsrechten ein (siehe auch Preis-Standard-Ansatz).
Klimaschutz geht oft mit positiven Nebeneffekten einher, etwa mit weniger Atemwegserkrankungen durch bessere Luftqualität. Die oft regional begrenzten positiven Nebeneffekte sind ein Argument für höhere CO2-Preise auch in einzelnen Staaten, denn der Nutzen kommt vor allem der eigenen Bevölkerung zugute und ist nicht dem Trittbrettfahrerproblem ausgesetzt. Positive Gesundheitswirkungen können durch die Gestaltung des CO2-Preissystems verstärkt werden, beispielsweise können Einnahmen für Gesundheitsmaßnahmen eingesetzt oder Preise geografisch und nach Fahrzeugtyp differenziert werden.

### Erfasste Treibhausgase
Der Bezeichnung CO2-Preis wird oft vereinfachend auch dann verwendet, wenn neben Kohlenstoffdioxid noch weitere Treibhausgasen wie Methan oder Lachgas bepreist werden. Die Einbeziehung weiterer Treibhausgase in einen einheitlichen Preis kann über ihr Treibhauspotential, einheitlich ausgedrückt in CO2-Äquivalenten (CO2eq) erfolgen. Der EU-Emissionshandel beispielsweise bezieht seit 2013 auch Lachgas und Fluorkohlenwasserstoffe in den Handel mit ein.

### Erfasste Sektoren
Ein CO2-Preissystem kann einen oder mehrere Sektoren erfassen. Zudem kann es mehrere Preissysteme nebeneinander geben, die verschiedene Sektoren abdecken. Beispielsweise deckt der EU-Emissionshandel für Industrie, Energie und Luftfahrt eben diese Sektoren ab, während einzelne Mitgliedstaaten zusätzliche Bepreisungssysteme für Verkehr oder Gebäude haben.
In der ökonomischen Theorie ist eine möglichst sektorübergreifende Bepreisung besonders effizient, weil Emissionen zuerst dort gemindert werden können, wo dies zu den geringsten Kosten möglich ist.
Je nach Sektor sind aber mit einem CO2-Preis unterschiedliche Schwierigkeiten und Anforderungen an die Gestaltung des Preissystems verbunden: Manche Industriesektoren mit sehr emissionsintensiven Produkten sind dem internationalen Wettbewerbe ausgesetzt. Hier ist Carbon Leakage – die Abwanderung von Produktion und damit verbundenen Emissionen in andere Länder – eine Gefahr, der durch Ausnahmen oder Grenzausgleichsystem versucht wird zu begegnen. Wenn es sehr viele Emissionsquellen gibt, beispielsweise im Verkehrs- oder Gebäudesektor, scheidet die Bepreisung downstream an der Emissionsquelle in der Regel aus; vielmehr wird dann am Inverkehrbringen von fossilen Brennstoffen angesetzt. Auch die Verteilungswirkungen und die Möglichkeiten, auf klimafreundliche Alternativen auszuweisen, unterscheiden sich je nach Sektor deutlich: So haben Mieter kaum Einfluss auf die Gebäudeheizung (→ Mieter-Vermieter-Dilemma). Über die Verwendung der Einnahmen aus der CO2-Bepreisung für besonders betroffene Bevölkerungsgruppen oder Investitionsförderung besteht die Möglichkeit, einen Ausgleich zu schaffen. In manchen Sektoren wie der Land- und Forstwirtschaft entstehen besonders hohe Nicht-CO2-Emissionen, etwa Methan bei der Rinderhaltung und durch Landnutzungsänderungen oder Lachgas bei der Düngung. Die Höhe dieser Emissionen ist oft unsicher.

### Upstream oder Downstream
Eine CO2-Bepreisung kann an verschiedenen Stellen in der Wertschöpfungskette implementiert werden:
1. upstream: an einer Stelle vor Entstehung der Emissionen, beispielsweise beim Inverkehrbringen fossiler Brennstoffe (Bergbau, Importeure),
2. point source: an der Quelle der Emissionen, beispielsweise im Kraftwerk; aber auch Gas- oder Ölheizungen oder Pkw-Verbrennungsmotoren wären Quellen,
3. downstream: an einer Stelle nach Entstehung der Emissionen; also etwa an Produkten auf Basis der Emissionen, die mit ihrer Herstellung verbunden waren.

In Deutschland muss beispielsweise nicht für das Verbrennen, sondern für das Inverkehrbringen fossiler Energieträger ein CO2-Preis abgeführt werden. Statt Bürger und Unternehmen einzeln zur Kasse zu bitten, werden also zum Beispiel Produzenten oder Händler belastet. Diese überwälzen die Kosten teilweise oder ganz auf ihre Abnehmer, so dass entlang der Wertschöpfungskette Anreize zum Wechsel auf klimafreundlichere Alternativen bestehen. Die Erhebung des Preises upstream hat oft den Vorteil, dass sie weniger Akteure erfasst und administrativ einfacher umzusetzen ist.
Genaueres unterscheidet sich je nach Brennstoffart und Preissystem: Während etwa bei Mineralölprodukten meist Raffinerien bzw. Händler für die Abführung zuständig sind, muss sie bei Erdgas durch die Lieferanten (z. B. die Stadtwerke) erfolgen. Im Gegensatz dazu stehen beim EU-Emissionshandel für den Energie- und Industriesektor die Quelle der Emissionen, also der Emittent selber in der Pflicht.

### Einnahmenverwendung
Vorschläge für die Verwendung von Einnahmen aus der CO2-Bepreisung umfassen:
- eine Rückgabe an die Bevölkerung auf Pro-Kopf-Basis (Klimadividende bzw. Klimageld)[37]
- Subventionen zum Ausbau erneuerbarer Energien[38]
- Finanzierung des öffentlichen Nahverkehrs und anderer Instrumente zur Förderung von Klimaneutralität[39]
- Subvention negativer Emissionen mittels CO2-Sequestrierung[40]

## Ökonomische Aspekte

### Unternehmerische Produktionsanpassung
Anhand wirtschaftswissenschaftlicher Modelle aus der Produktionstheorie kann gezeigt werden, welche Auswirkungen unter der Annahme sonst gleichen Bedingungen die Einführung eines CO2-Preises mittels einer Steuer oder eines Zertifikatehandels auf die unternehmerische Produktion hat. Für den Fall einer Steuer, also einem festen Preis pro ausgestoßener Tonne CO2, lassen sich nach der Substitutionalität des Produktionsprozesses, der die Emissionen verursacht, zwei Varianten unterscheiden:
- In der ersten Variante hat das Unternehmen die Möglichkeit auf andere Produktionsprozesse auszuweichen, die weniger CO2 ausstoßen, aber möglicherweise mehr von anderen Ressourcen wie Kapital, Arbeitskräfte oder Rohstoffe benötigen. Wenn der alternative Prozess durch die eingesparte CO2-Steuer insgesamt günstiger ist, wird das Unternehmen auf diesen Prozess ausweichen.
- In der anderen Variante stehen dem Unternehmen keine Möglichkeiten offen, auf andere Prozesse auszuweichen, beispielsweise, weil dies technisch oder physikalisch nicht möglich ist oder weil das Wissen zur Umsetzung fehlt. Dann wird das Unternehmen die gleiche Menge an Produkten (und CO2) produzieren wie zuvor, falls es noch Gewinne macht. Andernfalls wird es die Produktion vollständig einstellen.

Im Falle des Emissionszertifikatehandels steht den Unternehmen neben der Anpassung der Produktionsprozesse auch die Möglichkeit offen, Zertifikate zu kaufen und zu verkaufen. Ein auf Gewinnmaximierung orientiertes Unternehmen wird die jeweils kostengünstigere Alternative wählen, also den eigenen CO2-Ausstoß mit veränderten Prozessen senken, falls die Kosten für die Prozessänderung niedriger sind als der Marktpreis der Zertifikate.

### Effizienz
CO2-Bepreisung ist für viele Ökonomen der effizienteste Weg zur Reduktion von Emissionen. Das bedeutet, dass die Emissionen zu den geringstmöglichen Kosten reduziert werden. Diese Kosten umfassen sowohl die Kosten zur Steigerung der Energieeffizienz, als auch die Kosten mit weniger Gütern und Dienstleistungen auszukommen, die von fossilen Brennstoffen bereitgestellt werden. Die Effizienz entsteht, da ein Marktversagen (die unbepreisten externen Kosten von Kohlenstoffemissionen) an seiner Quelle beseitigt wird – indem diese Kosten in den Marktpreis integriert werden.

### Dynamische Anreizwirkung
CO2-Preise schaffen für die Marktteilnehmer nicht nur Anreize auf schon vorhandene klimafreundlichere Alternativen auszuweichen, sondern auch neue Lösungen zu entwickeln. Für Investitionsentscheidungen ist ein langfristiger, glaubwürdiger CO2-Preispfad entscheidend.
Neben der Bepreisung von Emissionen sind komplementäre politische Maßnahmen – beispielsweise staatliche Forschungsförderung oder Infrastrukturinvestition – wichtig, um Innovationen auszulösen und deren Marktdurchdringung zu verbessern: Denn zum einen ist vollkommene Verlässlichkeit des CO2-Preispfades nie gegeben, zum anderen ist Forschung und Entwicklung mit sogenannten positiven externen Effekten verbunden, die dazu führen können, dass privaten Investitionen keine ausreichenden Gewinnaussichten gegenüberstehen. Hinzu kommen Unsicherheiten sowohl über Ausmaß und Folgen des Klimawandels als auch über gesellschaftliche und technische Entwicklungen, die wichtige Investitionsrisiken darstellen.

### Carbon Leakage
Unilaterale klimapolitische Maßnahmen wie ein nationaler CO2-Preis können Unternehmen in Staaten mit weniger strikten Maßnahmen relative Kostenvorteile verschaffen. Dadurch kann es zu einer Verlagerung von CO2-Emissionen (eng. carbon leakage) kommen: indem Unternehmen ihre Produktion ins Ausland verlagern oder indem schon im Ausland ansässige Unternehmen größere Marktanteile erlangen. Es gibt einen internationalen Konsens über die Existenz des Phänomens, jedoch nicht über seine langfristigen Größenordnungen.
Eine globale, in allen Wirtschaftssektoren wirksame CO2-Bepreisung in gleicher Höhe würde das Problem vermeiden. Eine solche weltweite Vereinbarung wird jedoch als unrealistisch angesehen. Staatengruppen können als sogenannte Klimaclubs abgestimmte Preisinstrumente einsetzen und sich mit gemeinsamen Sanktionen oder Grenzausgleichmechanismen vor dem Risiko durch Trittbrettfahrer von außerhalb der Gemeinschaft schützen. Zugleich entstehen dadurch Anreize für Drittstaaten, dem Club beizutreten.
Um Carbon Leakage zu verhindern, teilt die Europäische Union im Rahmen des EU-Emissionshandels für Energie und Verkehr (ETS-I) energieintensiven Unternehmen kostenlos Emissionszertifikate zu, wenn sie im internationalen Wettbewerb stehen. Sie hat die Einführung eines CO2-Grenzsteuerausgleichs beschlossen, der nach und nach die kostenlose Zuteilung ablösen soll.

### Verringerung von Rebound-Effekten
Energieeffizienz zielt darauf, die gleiche Menge an Gütern mit einem geringeren Einsatz an Energie bereitzustellen und ist ein wichtiges Ziel der Klimapolitik. Effizienterer Energieeinsatz kann jedoch zu Rebound-Effekten führen: Weniger Energieeinsatz in der Herstellung oder Nutzung eines Produktes senkt tendenziell die Kosten und führt zu Einsparungen beim Konsumenten. Das freigewordene Budget kann für eine höhere Nachfrage nach dem nun günstigeren Produkt oder nach anderen klimaschädlichen Produkten eingesetzt werden.
Anders als einmal gesetzte technische Standards wirken CO2-Preise auch Rebound-Effekten entgegen. Denn die mit dem Einsatz fossiler Energien verbundenen Preise und damit die Anreize zu emissionsärmeren Alternativen bleiben auch nach Effizienzsteigerungen bestehen. Die Instrumente Emissionshandel und CO2-Steuer unterscheiden sich hierbei: Eine Steuer muss angehoben werden, wenn der Rebound-Effekt vollständig ausgeglichen werden soll. Ein auf dem Cap-and-Trade-Prinzip basierender Emissionshandel begrenzt effektiv Rebound-Effekte in den von ihm umfassten Sektoren, weil jede zusätzliche Nachfrage nach CO2-intensiven Produkten durch die feste Obergrenze an verfügbaren Emissionszertifikaten begrenzt wird. Andererseits können aus unerwarteten Effizienzgewinnen – etwa bei unerwartetem technischem Fortschritt – keine zusätzlichen Emissionsminderungen resultieren, solange nicht die Menge der verfügbaren Zertifikate gesenkt wird.

### Verteilungswirkung
CO2-Bepreisung wirkt in der Regel regressiv: Haushalte mit niedrigerem Einkommen sind in der Regel anteilmäßig stärker betroffen als solche mit hohem Einkommen, denn sie wenden prozentual mehr von ihrem Einkommen für Energieverbrauch und energieintensive Güter und Dienstleistungen auf. Beispielsweise würde die Mobilität und das Heizen auf Basis fossiler Brennstoffe deutlich teurer. Eine Klimaschutzpolitik, die ausschließlich auf Preismechanismen setzt, das heißt ohne ausgleichende Maßnahmen emissionsintensive Energie verteuert, kann schwere sozialpolitische Folgen haben.
Aber auch andere Instrumente der Klimapolitik belasten, je nach Ausgestaltung, Haushalte mit niedrigem Einkommen besonders schwer: Höhere Emissionen aufgrund ineffektiver oder nicht ergriffener Klimaschutzmaßnahmen führen zu größeren Klimaschäden, von denen weltweit besonders Menschen in ärmeren Länder betroffen sind. Technische Standards und andere ordnungsrechtliche Maßnahmen können ebenfalls zu Preiserhöhungen führen, die Haushalte mit niedrigem Einkommen stärker belasten; Subventionen können Haushalte mit ohnehin hohem Einkommen weiter begünstigen, zu Lasten der Allgemeinheit; marktregulierende Instrumente wie Einspeisevergütungen verursachen der Allgemeinheit bzw. allen Verbrauchern Kosten, fließen aber überwiegend einkommensstärkeren Haushalten zu und sind regional sehr ungleich verteilt. CO2-Bepreisung gilt in der Ökonomik als effizientestes Instrument der Klimapolitik, also als dasjenige, das eine Volkswirtschaft am wenigsten belastet und insoweit der Gesellschaft mehr Mittel für einen sozialen Ausgleich zur Verfügung stehen.
Im Vergleich zu anderen Instrumenten der Klimapolitik bieten CO2-Preise zudem den Vorteil, dass sie staatliche Einnahmen generieren – seien es Steuereinnahmen oder die Erlöse aus der Versteigerung von Emissionszertifikaten (→ Abschnitt #Einnahmenverwendung). Mit den Einnahmen lässt sich ein sozialer Ausgleich finanzieren. Schon eine Rückverteilung der Einnahmen in gleicher Höhe für jeden Bürger gleicht in den meisten Fällen regressive Effekte einer CO2-Bepreisung aus (→ Klimadividende bzw. Klimageld). Auch Steuersenkungen oder gezielte Hilfen sind möglich für Haushalte, die ein geringes Einkommen haben oder von Energiearmut betroffen sind. Es lässt sich zeigen, dass selbst ein niedriger Preis auf CO2 zur Finanzierung eines Zugangs zu sauberem Trinkwasser und sanitären Einrichtung ausreichend sein kann. Soziale Ausgleichsmaßnahmen sollten allerdings die vom CO2-Preis geschaffenen Anreize der Emissionsminderung nicht konterkarieren, beispielsweise indem sie den Energieverbrauch verbilligen.

## Implementierte Preissysteme
Im Jahr 2024 gab es weltweit 75 Systeme zur CO2-Bepreisung, die etwa ein Viertel der weltweiten Treibhausgasemissionen erfassten.

### Deutschland

Verschiedene CO_{2}-Preise: Empfehlung für das Umweltministerium vom DIW

Die Deutsche Akademie der Naturforscher Leopoldina nannte einen einheitlichen und sektorübergreifenden CO2-Preis in einer 2019 publizierten Stellungnahme das „wichtigste Leitinstrument für einen effektiven Klimaschutz“ und forderte dessen rasche Einführung. Damit die Klimapolitik zudem wirksam, kosteneffizient und sozial ausgewogen ist, müsse dieser Preis zudem bereits bei Einführung erheblich höher sein als die Preise im EU-Emissionshandel, die bei Veröffentlichung Mitte 2019 bei etwa 25 Euro pro Tonne lagen. Der CO2-Preis müsse zugleich „als unverrückbare klimapolitische Strategie erkennbar sein“. Zugleich betonte sie, dass die Kohlendioxidbepreisung alleine nicht ausreichend sei für eine hinreichende Klimapolitik, sondern von flankierenden Klimaschutzinstrumenten begleitet werden müsse.
Das Klimakabinett der Bundesregierung legte im September 2019 das Klimapaket vor. Dieses Maßnahmenbündel sah u. a. die Einführung eines CO2-Preises in den Sektoren Gebäude, Verkehr, Abfallwirtschaft und Kleinindustrie vor. Zunächst sollte die Höhe 10 Euro pro Tonne CO2 ab 2021 betragen. Zur Umsetzung beschloss das Bundeskabinett am 23. Oktober 2019 den Entwurf zum Gesetz über ein nationales Emissionshandelssystem für Brennstoffemissionen (Brennstoffemissionshandelsgesetz – BEHG). Nach Verhandlungen mit dem Bundesrat wurde der Einstiegspreis auf 25 Euro pro Tonne erhöht. Mit der beschlossenen Änderung des Brennstoffemissionshandelsgesetzes am 8. Oktober 2020 im Bundestag, wird nun der CO2-Preis auf 55 € im Jahr 2025 steigen, um dann in ein Handelssystem mit Preiskorridor überzugehen.
Die in Deutschland mit Einführung des BEHG beschlossenen Rückverteilungsmaßnahmen (Absenkung der EEG-Umlage, Erhöhung der Entfernungspauschale, Mobilitätsprämie ab dem 21. Kilometer) werden für den Verkehrssektor als nicht ausreichend und zu wenig zielgenau kritisiert. Es gibt Reformvorschläge, die die soziale Lenkungswirkung verbessern und Umstiegsalternativen für fossile Verkehrsträger für Haushalte aller Einkommensklassen ermöglichen sollen.

## Rezeption
Die „Erklärung der Ökonomen zum Klimawandel“ wurde 1997 von über 2500 Ökonomen weltweit unterzeichnet, darunter neun Nobelpreisträger. Diese Erklärung fasst die wissenschaftlichen Argumente für die CO2-Bepreisung wie folgt zusammen:

„Der effizienteste Ansatz zur Verlangsamung des Klimawandels ist eine marktbasierte Politik. Damit die Welt ihre Klimaziele zu minimalen Kosten erreichen kann, bedarf es eines kooperativen Vorgehens der Nationen – etwa eines internationalen Emissionshandelsabkommens. Die Vereinigten Staaten und andere Nationen können ihre Klimapolitik am effizientesten durch Marktmechanismen wie CO2-Steuern oder die Versteigerung von Emissionszertifikaten umsetzen.“

Im Jahr 2019 forderte der UN-Generalsekretär die Regierungen der Welt auf, Kohlenstoff zu besteuern.
Die Klimawissenschaftlerin Brigitte Knopf fordert eine nachhaltige Finanzreform in Deutschland und auf internationaler Ebene: „Neben dem Abbau von fossilen Subventionen muss eine solche Reform einen wirksamen CO2-Preis beinhalten.“ Sie argumentiert, dass die Einnahmen aus der CO2-Bepreisung zur Senkung anderer Steuern verwendet werden könnten.
Der Vorstandschef des weltgrößten Rückversicherers Munich Re, Joachim Wenning, forderte im Juni 2019 die Politik auf, die Kosten für den CO2-Ausstoß deutlich zu erhöhen. Andernfalls laufe man Gefahr, die Ziele des Pariser Klimaabkommens zu verfehlen. Bis zum Ende des Jahrhunderts sei ansonsten mit einem Anstieg der globalen Temperaturen um 3½ Grad zu rechnen, warnte Wenning.
Weltbank und Internationalen Währungsfonds (IWF) setzen sich für eine CO2-Bepreisung ein. 2021 forderte der IWF die G20 auf, bis 2030 einen CO2-Mindestpreis von 75 Dollar/Tonne für emissionsintensive Industrien und Energiewirtschaft einzuführen. Dies sei nötig, um das Pariser Klimaschutzabkommen einzuhalten.
Im "2024 state of the climate report" schlugen Forscher vor, der rasche Ausstieg aus der Nutzung fossiler Brennstoffe könne zum Teil mit einem ausreichend hohen globalen Kohlenstoffpreis erreicht werden. Auch Methanemissionen sollten Geld kosten.